# إريك جاكوبي
إريك جاكوبي (بالإستونية: Erich Jacoby) هو مهندس معماري إستوني، ولد في 4 يونيو 1885 في تالين في إستونيا، وتوفي في 10 ديسمبر 1941 في غدينيا في بولندا.